# 纳恰内
纳恰内（Nachane），是印度马哈拉施特拉邦勒德纳吉里县的一个城镇。总人口9236（2001年）。

## 人口
该地2001年总人口9236人，其中男性4785人，女性4451人；0—6岁人口1153人，其中男587人，女566人；识字率79.15%，其中男性为82.34%，女性为75.71%。